# 小行星5442
小行星5442（5442 Drossart）是一颗绕太阳运转的小行星，为主小行星带小行星。该小行星于1991年7月12日发现。

## 轨道参数
小行星5442的轨道半长轴为2.8870331 UA，离心率为0.073。